# Raïon de Tcherkassy
Le raïon de Tcherkassy (en ukrainien : Черкаський район) est un raïon situé dans l'oblast de Tcherkassy en Ukraine. Son chef-lieu est Tcherkassy.
Lors de la réforme administrative de 2020 le raïon nouveau absorbe ceux de Chyhyryn, Smila, Kaniv, Horodychtche ,  Kamianka et de Korsoun-Chevtchenkivsky.

## Lieux d'intérêt
Les réserves de Kaniv et Chevtchenko.

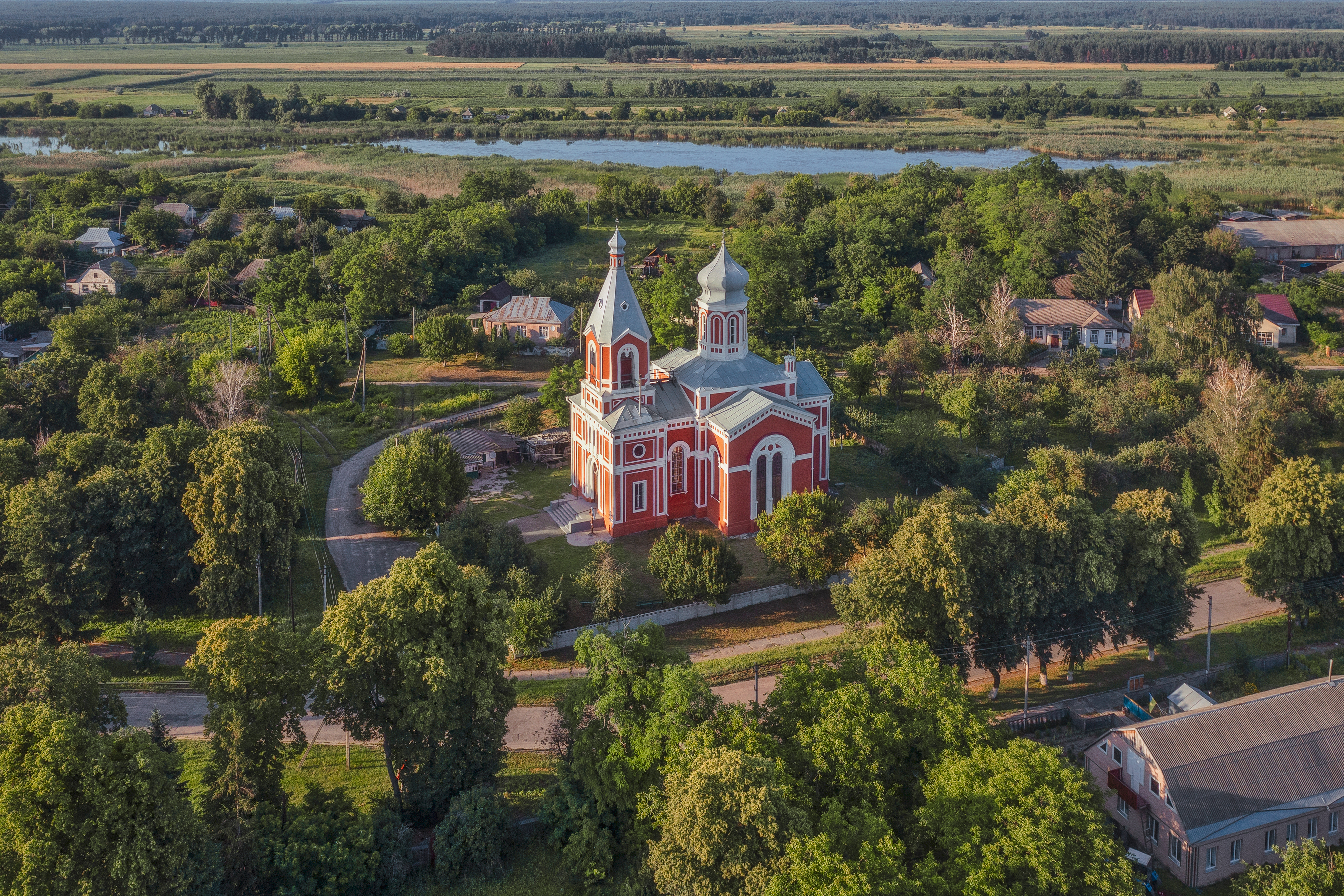
Eglise de la Vierge Marie, classée[1],
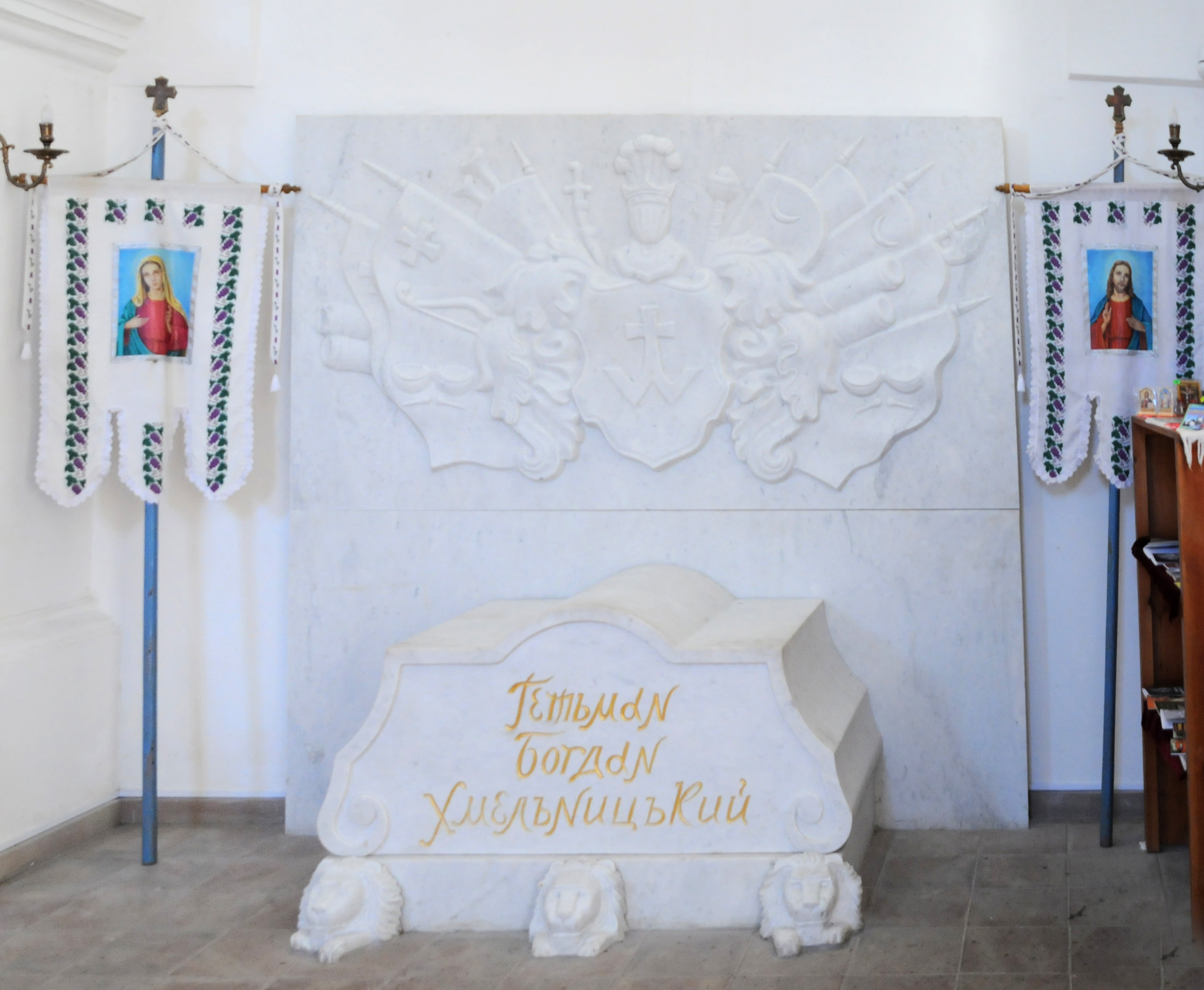
la tombe de Bogdan Khmelnitski, classée[2],
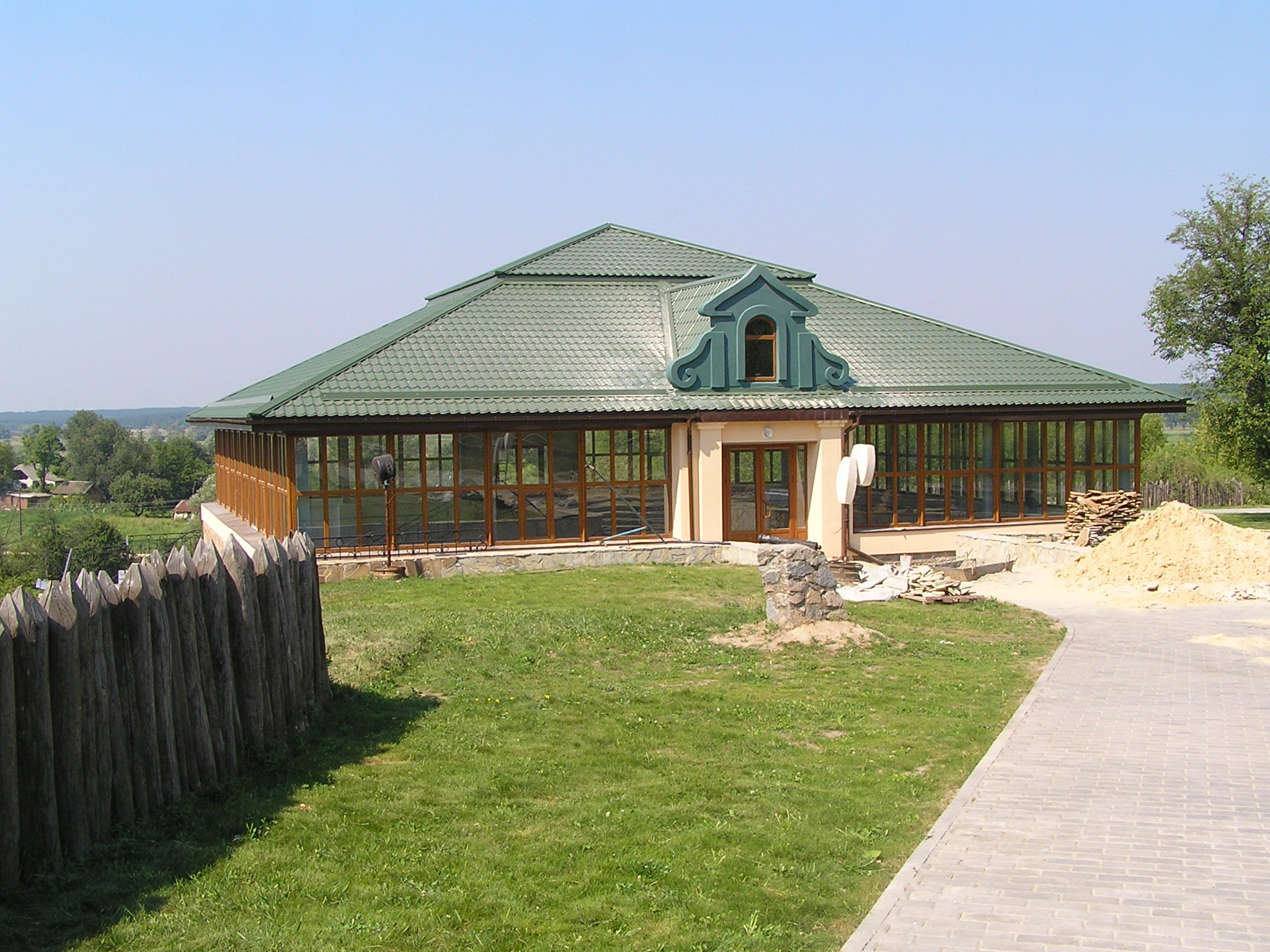
et sa maison à , classée[3],
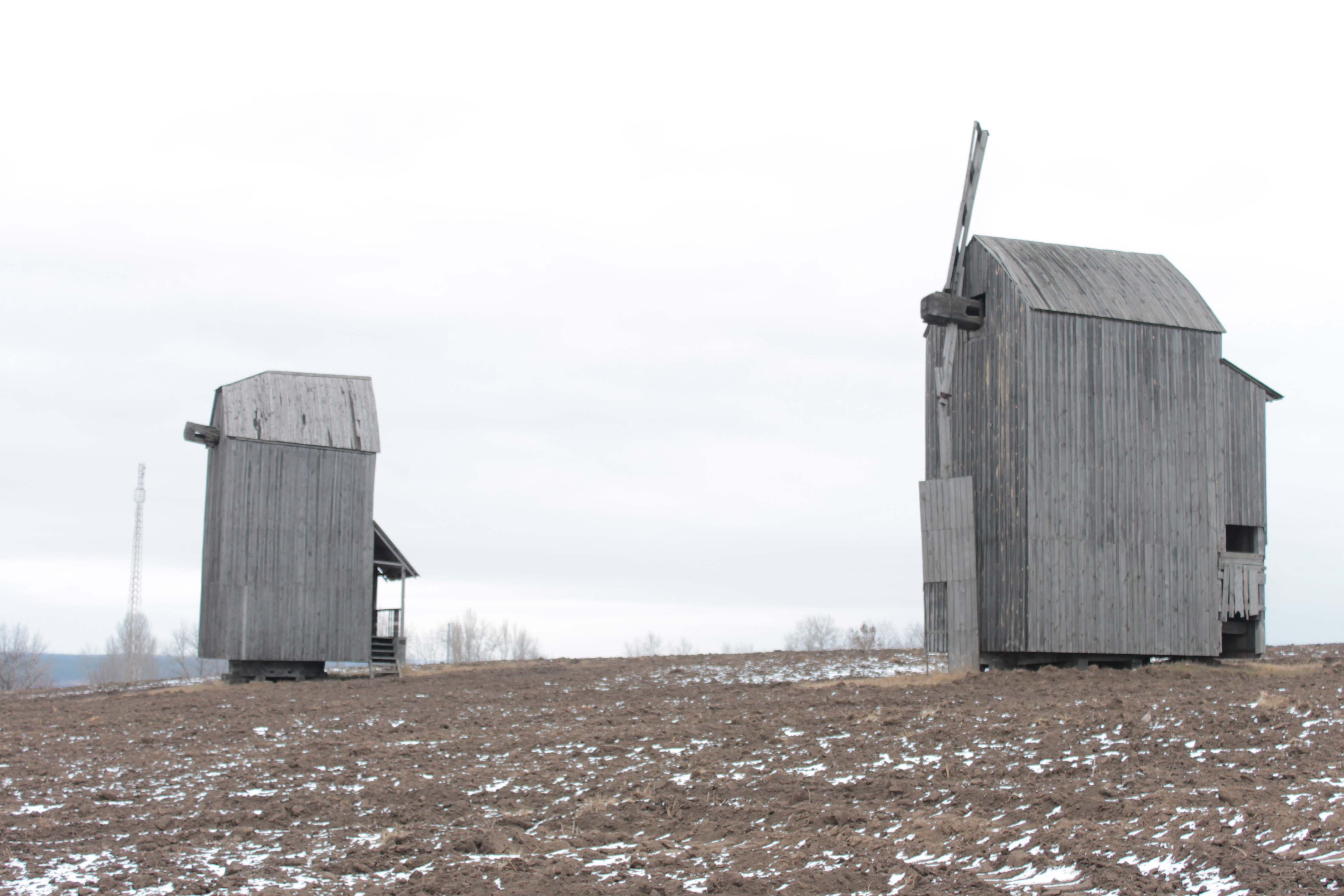
deux des moulins, classés[4],
l'église st-Nicolas, classée[5],
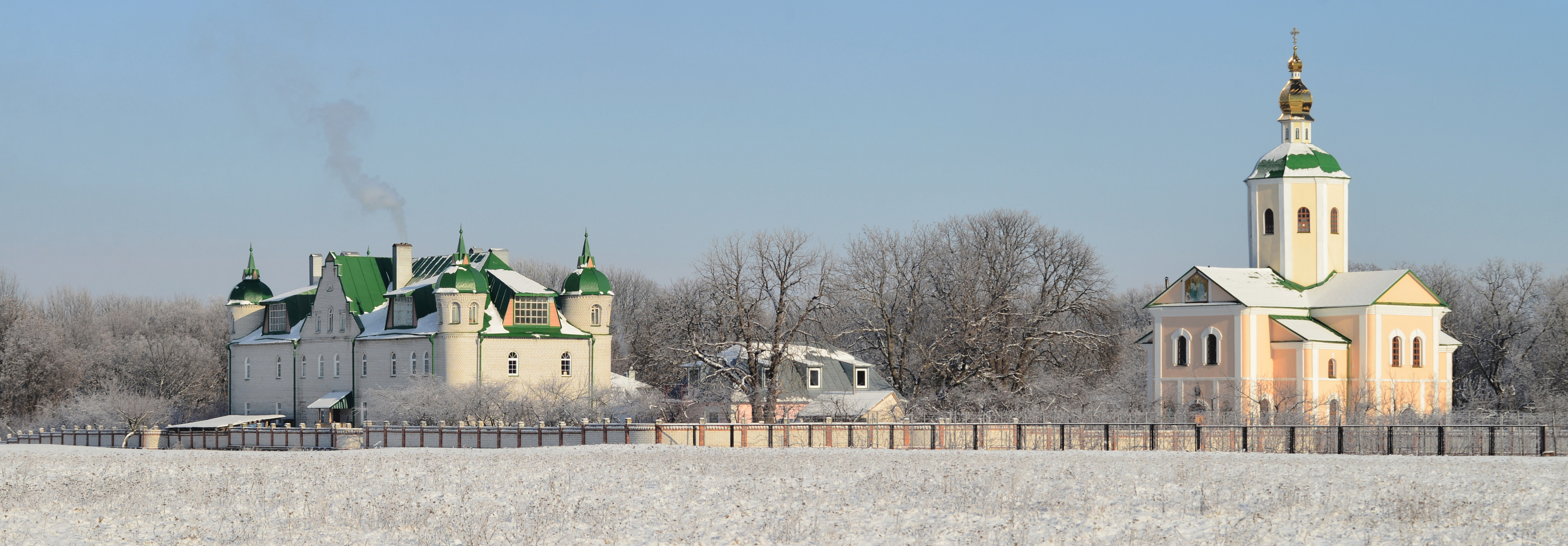
le monastère Motronynskiy dans le Parc national de Kholodny Yar.